# Vogričevci
Vogričevci – wieś w Słowenii, w gminie Ljutomer. W 2018 roku liczyła 147 mieszkańców.